# Jan Lepšík
Jan Lepšík (* 12. června 1972, Praha) je český divadelní herec.
Vystudoval střední školu strojní, kde vedl amatérský divadelní soubor. Následně pokračoval ve studiích na DAMU. Od roku 2011 působí v brněnském HaDivadle, ale hostuje například také v Divadle na zábradlí.

## Role vHaDivadle
- Holusek – Bohnice aneb Člověče nezlob se
- hospodský, Franckův poručník – Maryša
- Porfirij Glagoljev – Sežer sám sebe (Platonov)
- Perplex
- Soumrak samců
- Mučedník (Kněz)